# NZL Southern Right Whale
| NZL Right Southern Whale | NZL Right Southern Whale        |
| ------------------------ | ------------------------------- |
| Metall:                  | 99,9 % Ag                       |
| Rand:                    | geriffelt                       |
| Prägejahre:              | 2009                            |
| Vorderseite              |                                 |
| Motiv:                   | Right Southern Whale (Südkaper) |
| Entwerfer:               | Ken Wright                      |
| Rückseite                |                                 |
| Motiv:                   | Elisabeth II.                   |
| Entwerfer:               | Ian Rank-Broadley               |

Die NZL Southern Right Whale Münze ist eine Bullionmünze aus Silber. Hergestellt wurde die Münze von der neuseeländischen New Zealand Mint im Jahr 2009 mit einer Auflage von nur 11.500 Stück. Ihren Namen verdankt die Anlagemünze dem Südkaper, einer Walart, die rund um Neuseeland zu finden ist und dort den Namen „Southern Right Whale“ trägt. Die Münze ist ausschließlich in einer Variante von einer Feinunze (1oz) Silber erschienen und unterscheidet sich damit von anderen bekannten Bullionmünzen wie der Wiener Philharmoniker Silbermünze, dem Silver Eagle oder der Maple-Leaf-Silbermünze.

## Hintergrund
Der Südkaper (Eubalaena australis) ist eine Walart, die ausschließlich auf der südlichen Erdhalbkugel zu finden ist. Ihr Verbreitungsgebiet erstreckt sich dabei einmal um die komplette Erde, allerdings nur in dem Bereich zwischen dem 20. und 55. Breitengrad. Der Südkaper ist aufgrund seiner fehlenden Finne und der Hautwucherungen um Blasloch und Auge herum relativ leicht zu identifizieren. Er war eine der ersten Walarten, die systematisch gejagt wurden. Die Neugier, Geselligkeit und Trägheit der Tiere machten die Jagd auf sie einfach und ihre Körpermaße versprachen den Jägern eine reichhaltige Ausbeute. Die Wale erreichen im Durchschnitt eine Länge von 15 Metern und werden zwischen 50 und 56 Tonnen schwer.  Die intensive Jagd auf den Südkaper führte dazu, dass die Tiere in der ersten Hälfte des 20. Jahrhunderts kurz vor der Ausrottung standen. Erst mit einem Jagdverbot, dass 1937 einsetzte, erholten sich die Population dieser Walart langsam wieder. Auch heute noch steigt die Gesamtzahl weiter an und es wird geschätzt, dass mittlerweile wieder rund 7000 Exemplare in den Meeren existieren. Der geglückten Rettung des Südkapers ist die NZL Southern Right Whale Silbermünze gewidmet. 

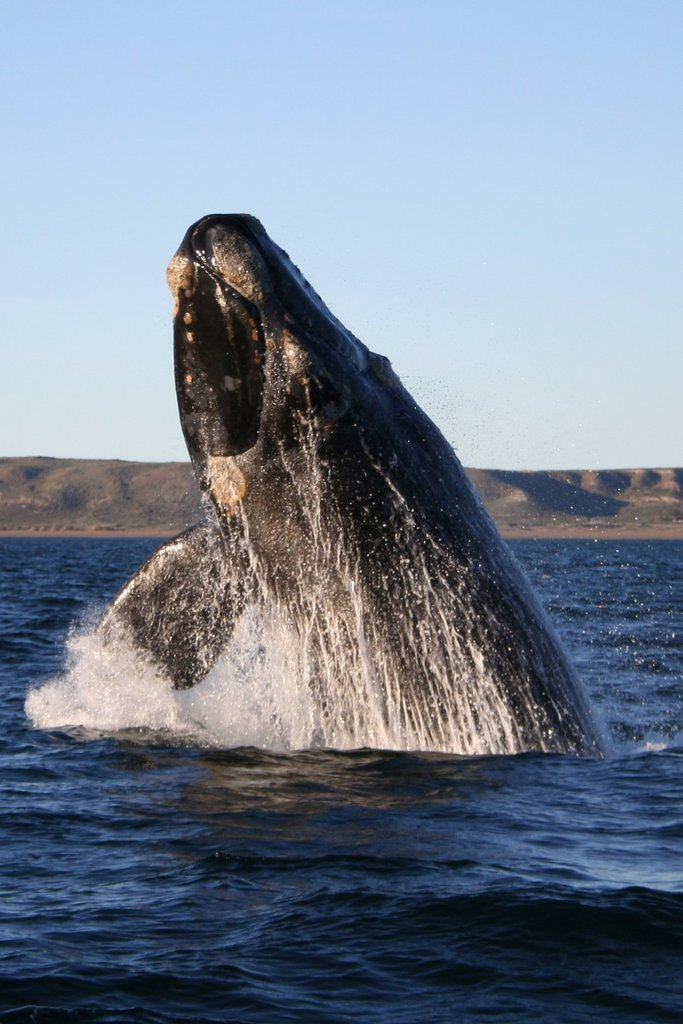
Springender Südkaper

## Vorderseite
Auf der Vorderseite der NZL Southern Right Whale Münze ist das Porträt von Königin Elisabeth II aufgeprägt. Als Staatsoberhaupt aller Commonwealth-Staaten ist sie auch höchster Repräsentant Neuseelands und wird darum auch auf den offiziellen Münzen des Landes abgebildet. Das Bild der Königin selbst wurde von dem britischen Bildhauer Ian Rank-Broadley gestaltet, welcher sich auch für das Aussehen verschiedener anderer britischer Münzen verantwortlich zeichnet. Auf dieser Seite der Münze ist mit der Zahl 2009 außerdem das Jahr der Prägung der Münze zu finden.

## Rückseite
Auf der Rückseite der Münze ist der Wal zu sehen, dem die Münze ihren Namen verdankt. Die Abbildung des Wals stammt von dem Bildhauer Ken Wright und zeigt den Südkaper von vorne mit halbgeöffneten Maul. Dabei wurde viel Wert darauf gelegt, die Proportionen und die Größe dieser speziellen Walart möglichst authentisch darzustellen. Neben dem Wal ist außerdem das Māori-Zeichen für neue Anfänge aufgeprägt. Das Zeichen der Ureinwohner Neuseelands steht symbolisch für die Erholung des Bestands seit der Beinahe-Ausrottung dieser Spezies. Auf der Rückseite ist außerdem der Nennwert der Münze von einem neuseeländischen Dollar vermerkt. Die Münze ist ein offizielles Zahlungsmittel in Neuseeland. Da allerdings alleine schon der Materialwert weit über einem Dollar liegt, wird die Münze nicht im alltäglichen Zahlungsverkehr genutzt.

## Material
Die NZL Southern Right Whale Münze besteht aus Silber der Reinheit 999/1000. Es handelt sich dabei um die höchste Reinheitsstufe, die eine Anlagemünze aus Silber erreichen kann. Die Zahl sagt aus, dass 99,9 % des verarbeiteten Materials reines Silber sind. In der Münze steckt genau eine Feinunze, also ca. 31,1 Gramm, an Silber. Aufgrund von minimalen Verunreinigungen kann die Münze insgesamt allerdings geringfügig schwerer sein. Die Silbermünze hat einen Durchmesser von 40 Millimetern und ihr Rand ist geriffelt, um Manipulationen zu verhindern.

## Andere Münzen dieser Reihe
Im Jahr 2009 wurde nicht nur die NZL Southern Right Whale Silbermünze ausgegeben, sondern noch eine Reihe anderer Münzen, die sich mit den größten Tieren Neuseelands beschäftigen. Hierzu zählt auch die NZL Giant Eagle Münze, deren Motiv der Haastadler ist und die ebenfalls einzeln verkauft wird. Anders sieht es mit dem Giant Moa (großer Laufvogel), der Colossal Squid (Riesenkalmar) und der Giant Weta (Riesenheuschrecke) aus. Sie sind zusammen mit den zwei oben genannten Silbermünzen in einem fünf-teiligen Set erschienen.